# IT Service Management Forum
itSMF（IT Service Management Forum）はITサービスマネジメントの推進普及を目的としたイギリスに本部を構える非営利団体。日本には支部としてitSMF Japanが置かれている。

## 概要
システム運用フェーズに着目し、その運用マネジメント手法について記したライブラリの構築と普及を目的として1991年にブライアン・ジョンソンにより設立された。イギリス政府官公庁の情報化を推進する為にOGCによって纏められた情報システムの運用管理基準（ITIL）の普及活動と継続改善活動を行っている。世界40カ国に支部を持ち、会員数は約25000を数える。

## itSMF Japanについて
日本においては富士通、日立製作所、NEC、日本HP、マイクロソフト、NTTコミュニケーションズ、プロシード、P&Gの8社がITサービスの品質向上を目的として2003年4月15日に設立を発表し、同年9月より活動を始めた。